# Cova de Lumentza
La cova de Lumentza (també denominada Lumentxa, Garratxa I o cova del Calvari) és una cavitat situada al vessant sud de la muntanya Lumentza, al municipi de Lekeitio, a Biscaia (País Basc).
Les restes d'habitants prehistòrics de la zona, de la cultura aurinyaciana, excavades cap als anys 1930, per Telesforo de Aranzadi i José Miguel de Barandiarán, es poden observar al Museu Arqueològic, Etnogràfic i Històric Basc de Bilbao.

## Toponímia
Hi ha prop d'una dotzena de cavitats a la muntanya denominada Lumentza (pronunciació local) o Lumentxa (pel sufix "-atxa", denominació que sembla més correcta, i ha estat adoptada per l'ajuntament de la vila i emprada en la majoria de la literatura científica). La cova a la qual ens referim es troba en el sector denominat Kakueta, més precisament en el paratge conegut com a Garratxa, que és el topònim amb què se la coneix a Lequeitio.

## Història

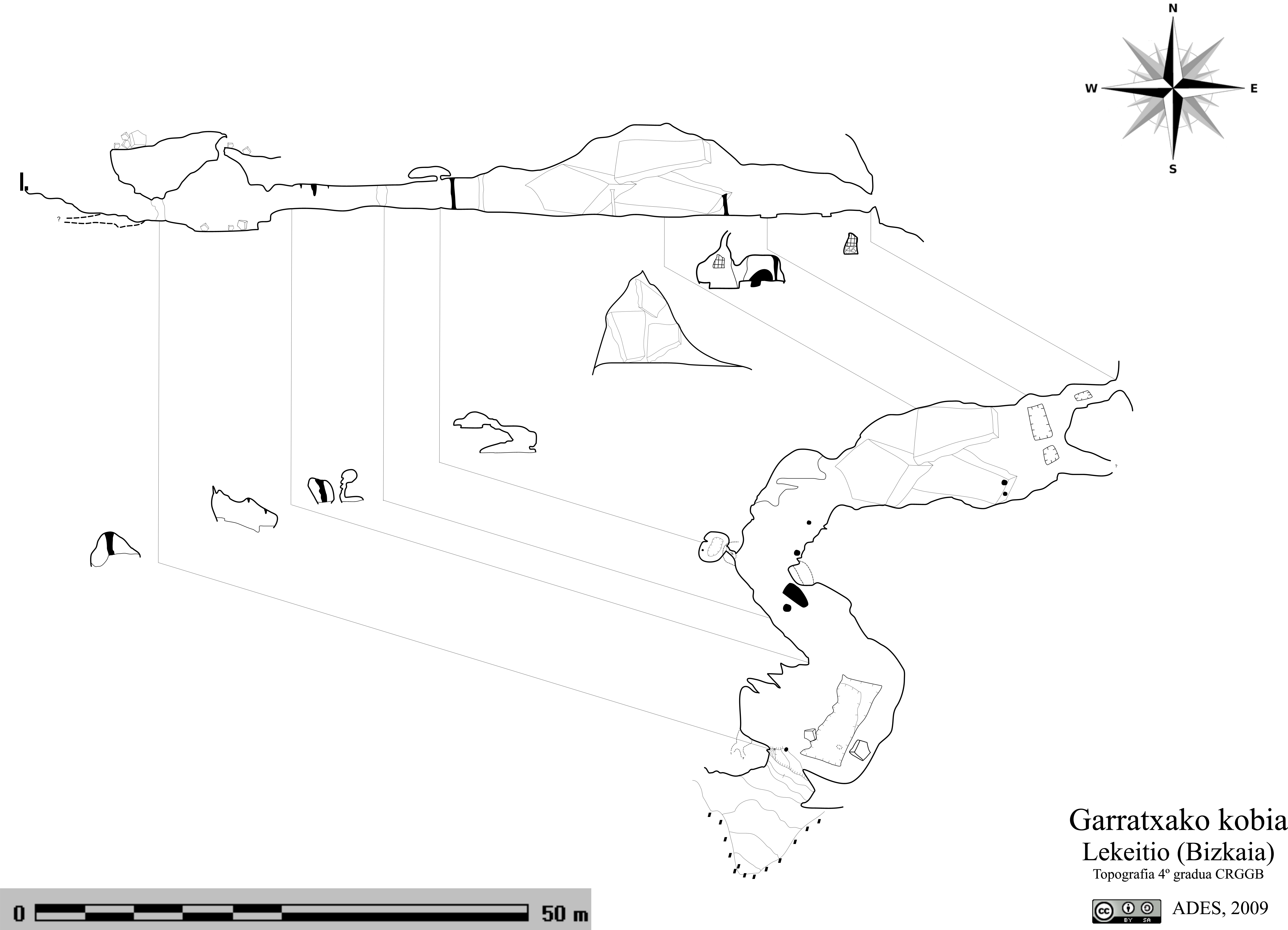
Mapa topogràfic de la cova

La cova és coneguda des de temps immemorials i ha estat molt visitada. Podem destacar-ne com a fites principals:
- La primera referència científica de 1892, quan l'entomòleg Manuel Martínez de la Escalera hi va recollir alguns exemplars de Bathyscia (actual Quaestus).[5]
- El mateix any 1892 és esmentada pel geòleg Ramón Adán de Yarza en la seva descripció física i geològica de Biscaia.[6]
- El seu jaciment arqueològic és identificat el 1921 per José Miguel de Barandiarán, en una visita realitzada durant la campanya d'excavació de Santimamiñe. El mateix Barandiarán, juntament amb Telesforo Aranzadi, n'efectua les primeres excavacions entre 1924 i 1929.[7][8]
- El 1963 i 1964 Barandiarán retorna a Lumentxa per realitzar una excavació del testimoni del jaciment, en haver-se detectat espoli.[9]
- De 1984 a 1993, l'equip de José Luis Arribas treballa sobre el testimoni del fons a la dreta de la galeria d'entrada. Es detecta ocupació del Baix Imperi romà, l'edat del bronze i l'edat del coure, i es realitzen sondeigs en nivells azilians.[10]
- El 2012 l'equip de Diego Garate i Joseba Rios-Garaizar hi localitza manifestacions d'art rupestre.[11]